# EHF Champions League 2023-2024 (femminile)
L'EHF Champions League 2023-2024 è stata la 64ª edizione (la 31ª con questa denominazione) della Champions League, organizzata dalla EHF per squadre femminili di pallamano. Il torneo inizia il 9 settembre 2023 e si è conclusa il 2 giugno 2024 con la finale alla MVM Dome di Budapest, in Ungheria.
Il torneo è stato vinto per la sesta volta dalle ungheresi del Győri ETO KC, che in finale hanno superato le tedesche del BBM Bietigheim.

## Formato
Al torneo prendono parte 16 squadre. La prima parte del torneo consiste in una fase a gironi e le 16 squadre partecipanti sono state divise in due gironi da 8 squadra ciascuno. Nei due gironi ciascuna squadra affronta le altre due volte in partite di andata e ritorno, per un totale di 14 giornate. Al termine della fase a gironi le prime due classificate di ciascun girone accedono direttamente ai quarti di finale, mentre le squadre classificate dal terzo al sesto posto accedono ai play-off per l'ammissione ai quarti. Le vincitrici dei quarti di finale accedono alla final four per l'assegnazione del titolo.

## Squadre partecipanti
A partire dalla stagione 2023-24 l'EHF ha deciso di creare ranking separati per ciascuna competizione. La classificazione tiene conto delle prestazioni dei club di ciascuna federazione nell'edizioni dell'EHF Champions League dalla 2019-20 a quella 2021-22.
Un totale di 21 squadre appartenenti a 12 diverse federazioni nazionali avevano fatto richiesta di partecipazione al torneo. Di queste squadre 9 avevano il posto assicurato per la partecipazione: le 8 squadre affiliate alle prime nove federazioni nel ranking della EHF, ad eccezione della Russia, e vincitrici dei rispettivi campionati nazionali, più l'Odense perché la federazione danese aveva ricevuto un posto in più per aver ottenuto i migliori risultati nell'EHF European League negli ultimi tre anni. Il posto assegnato alla federazione russa è rimasto vacante a seguito della decisione del comitato esecutivo dell'EHF di escludere dalle competizioni per club le federazioni nazionali di Russia e Bielorussia.
Il 20 giugno 2023 il comitato esecutivo dell'EHF ha comunicato la lista delle 16 squadre ammesse alla competizione, e quindi la lista delle 7 squadre la cui richiesta di partecipazione era stata accettata. Venne respinta solo la richiesta di partecipazione delle croate del Lokomotiva Zagabria, delle francesi del Neptunes de Nantes, delle norvegesi del Sola HK e dello Storhamar, delle turche del Kastamonu BGSK.
| Ammesse direttamente | Ammesse direttamente | Ammesse direttamente | Ammesse direttamente |
| -------------------- | -------------------- | -------------------- | -------------------- |
| Team Esbjerg         | Odense               | Metz                 | BBM Bietigheim       |
| Győri ETO KC         | Budućnost Podgorica  | Vipers Kristiansand  | CSM Bucarest         |
| Krim                 |                      |                      |                      |
| Ammesse su invito    |                      |                      |                      |
| Ikast                | Brest Bretagne       | DVSC                 | Ferencváros          |
| MKS Lublin           | Rapid Bucarest       | IK Sävehof           |                      |

## Turni e sorteggi
| Turno            | Sorteggio      | Andata                                   | Ritorno                                  |
| ---------------- | -------------- | ---------------------------------------- | ---------------------------------------- |
| Fase a gironi    | 27 giugno 2023 | dal 9 settembre 2023 al 18 febbraio 2024 | dal 9 settembre 2023 al 18 febbraio 2024 |
| Play-off         | -              | 16-17 marzo 2024                         | 23-24 marzo 2024                         |
| Quarti di finale | -              | 27-28 aprile 2024                        | 4-5 maggio 2024                          |
| Final four       | -              | 1-2 giugno 2024 a Budapest               | 1-2 giugno 2024 a Budapest               |

## Fase a gironi
La composizione dei due gironi è stata sorteggiata il 27 giugno 2023 nella sede dell'EHF a Vienna, in Austria, con le 16 squadre partecipanti divise in quattro urne e col vincolo che squadre della stessa nazione non potevano essere inserite nello stesso girone.

### Girone A

#### Classifica finale
| Pos | Squadra             | Pt | G  | V  | N | P  | GF  | GS  | DG   |
| --- | ------------------- | -- | -- | -- | - | -- | --- | --- | ---- |
| 1.  | Győri ETO KC        | 23 | 14 | 11 | 1 | 2  | 432 | 356 | +76  |
| 2.  | Odense              | 21 | 14 | 10 | 1 | 3  | 461 | 359 | +102 |
| 3.  | Brest Bretagne      | 17 | 14 | 7  | 3 | 4  | 399 | 367 | +32  |
| 4.  | CSM Bucarest        | 17 | 14 | 8  | 1 | 5  | 414 | 366 | +48  |
| 5.  | DVSC                | 15 | 14 | 7  | 1 | 6  | 394 | 414 | -20  |
| 6.  | BBM Bietigheim      | 14 | 14 | 7  | 0 | 7  | 414 | 402 | +12  |
| 7.  | Budućnost Podgorica | 5  | 14 | 2  | 1 | 11 | 311 | 433 | -122 |
| 8.  | IK Sävehof          | 0  | 14 | 0  | 0 | 14 | 342 | 470 | -128 |

#### Risultati
|                     | BIE   | BRE   | BUD   | CSM   | DVS   | GYŐ   | IKS   | ODE   |
| ------------------- | ----- | ----- | ----- | ----- | ----- | ----- | ----- | ----- |
| BBM Bietigheim      | ––––  | 34-30 | 34-16 | 26-24 | 27-31 | 26-34 | 30-21 | 25-28 |
| Brest Bretagne      | 37-30 | ––––  | 20-20 | 24-21 | 38-28 | 23-24 | 28-23 | 25-26 |
| Budućnost Podgorica | 22-27 | 21-34 | ––––  | 24-29 | 21-27 | 21-29 | 31-30 | 17-33 |
| CSM Bucarest        | 31-28 | 28-30 | 44-26 | ––––  | 29-29 | 23-27 | 35-26 | 28-24 |
| DVSC                | 26-36 | 31-24 | 27-22 | 23-30 | ––––  | 29-28 | 32-29 | 22-35 |
| Győri ETO           | 31-29 | 32-32 | 37-19 | 24-26 | 35-23 | ––––  | 39-20 | 32-29 |
| IK Sävehof          | 29-33 | 20-25 | 23-27 | 26-41 | 27-36 | 26-29 | ––––  | 20-44 |
| Odense              | 42-29 | 29-29 | 39-24 | 29-25 | 33-30 | 30-31 | 40-22 | –––-  |

### Girone B

#### Classifica finale
| Pos | Squadra             | Pt | G  | V  | N | P  | GF  | GS  | DG   |
| --- | ------------------- | -- | -- | -- | - | -- | --- | --- | ---- |
| 1.  | Metz                | 22 | 14 | 11 | 0 | 3  | 470 | 402 | +68  |
| 2.  | Team Esbjerg        | 22 | 14 | 11 | 0 | 3  | 449 | 412 | +37  |
| 3.  | Ikast               | 21 | 14 | 10 | 1 | 3  | 476 | 435 | +41  |
| 4.  | Vipers Kristiansand | 15 | 14 | 7  | 1 | 6  | 445 | 403 | +42  |
| 5.  | Krim                | 13 | 14 | 6  | 1 | 7  | 389 | 384 | +5   |
| 6.  | Ferencváros         | 10 | 14 | 4  | 2 | 8  | 387 | 408 | -21  |
| 7.  | Rapid Bucarest      | 9  | 14 | 4  | 1 | 9  | 366 | 399 | -33  |
| 8.  | MKS Lublin          | 0  | 14 | 0  | 0 | 14 | 327 | 466 | -139 |

#### Risultati
|                     | FER   | IKA   | KRI   | MET   | MKS   | RAP   | TEA   | VIP   |
| ------------------- | ----- | ----- | ----- | ----- | ----- | ----- | ----- | ----- |
| Ferencváros         | ––––  | 37-36 | 26-28 | 25-38 | 35-22 | 24-24 | 28-33 | 27-35 |
| Ikast               | 28-28 | ––––  | 33-32 | 35-34 | 41-29 | 30-29 | 34-35 | 30-26 |
| Krim                | 32-26 | 28-34 | ––––  | 22-28 | 32-19 | 25-24 | 33-27 | 24-24 |
| Metz                | 25-24 | 36-39 | 40-31 | ––––  | 42-26 | 33-22 | 36-31 | 31-29 |
| MKS Lublin          | 23-35 | 26-35 | 18-36 | 24-30 | ––––  | 21-24 | 24-36 | 20-34 |
| Rapid Bucarest      | 20-23 | 27-35 | 27-22 | 31-34 | 26-25 | ––––  | 24-33 | 30-29 |
| Team Esbjerg        | 27-23 | 37-34 | 29-21 | 29-27 | 32-26 | 30-28 | ––––  | 32-37 |
| Vipers Kristiansand | 37-26 | 31-32 | 29-23 | 34-36 | 28-24 | 35-30 | 37-38 | –––-  |

## Fase a eliminazione diretta

### Play-off
Le gare di andata dei play-off si sono disputate il 16 e 17 marzo 2024, mentre le gare di ritorno il 23 e 24 marzo 2024.
| Squadra 1      | Totale  | Squadra 2           | Andata  | Ritorno |
| -------------- | ------- | ------------------- | ------- | ------- |
| Ferencváros    | 59 - 56 | Brest Bretagne      | 28 - 30 | 31 - 26 |
| BBM Bietigheim | 60 - 58 | Ikast               | 29 - 27 | 31 - 31 |
| Krim           | 48 - 60 | CSM Bucarest        | 24 - 30 | 24 - 30 |
| DVSC           | 55 - 56 | Vipers Kristiansand | 28 - 29 | 27 - 27 |

### Quarti di finale
Le gare di andata dei quarti di finale si sono disputate il 27 e 28 aprile 2024, mentre le gare di ritorno il 4 e 5 maggio 2024.
| Squadra 1           | Totale  | Squadra 2    | Andata  | Ritorno |
| ------------------- | ------- | ------------ | ------- | ------- |
| Vipers Kristiansand | 49 - 54 | Győri ETO KC | 23 - 30 | 26 - 24 |
| CSM Bucarest        | 47 - 56 | Metz         | 24 - 27 | 23 - 29 |
| BBM Bietigheim      | 60 - 58 | Odense       | 30 - 26 | 30 - 32 |
| Ferencváros         | 49 - 55 | Team Esbjerg | 25 - 26 | 24 - 29 |

### Final four
Gli accoppiamenti delle semifinali sono stati sorteggiati a Budapest il 7 maggio 2024.

#### Tabellone
|  | Semifinali     | Semifinali     | Semifinali     |                |              | Finale          | Finale          | Finale          |  |
|  |                |                |                |                |              |                 |                 |                 |  |
|  | Team Esbjerg   | Team Esbjerg   | 23             |                |              |                 |                 |                 |  |
|  | Team Esbjerg   | Team Esbjerg   | 23             |                |              |                 |                 |                 |  |
|  | Győri ETO KC   | Győri ETO KC   | 24             |                |              |                 |                 |                 |  |
|  | Győri ETO KC   | Győri ETO KC   | 24             |                | Győri ETO KC | Győri ETO KC    | 30              |                 |  |
|  |                |                |                |                | Győri ETO KC | Győri ETO KC    | 30              |                 |  |
|  |                |                | BBM Bietigheim | BBM Bietigheim | 23           |                 |                 |                 |  |
|  | Metz           | Metz           | BBM Bietigheim | BBM Bietigheim | 23           | 29              |                 |                 |  |
|  | Metz           | Metz           |                |                |              | 29              |                 |                 |  |
|  | BBM Bietigheim | BBM Bietigheim | 36             |                |              | Finale 3º posto | Finale 3º posto | Finale 3º posto |  |
|  | BBM Bietigheim | BBM Bietigheim | 36             |                |              |                 |                 |                 |  |
|  |                |                |                |                |              |                 |                 |                 |  |
|  |                |                |                |                |              | Team Esbjerg    | Team Esbjerg    | 37              |  |
|  |                |                |                |                |              | Team Esbjerg    | Team Esbjerg    | 37              |  |
|  |                |                |                |                |              | Metz            | Metz            | 33              |  |

#### Semifinali
| Arbitro: | Braseth, Sundet |

|        |           |             |
| Mørk 6 | Marcatori | Nze Minko 6 |

| Arbitro: | Vujačić, Kažanegra |

|                       |           |         |
| Burgaard, Valentini 5 | Marcatori | Smits 9 |

#### Finale 3º posto
| Arbitro: | Weijmans, Wolbertus |

|                  |           |              |
| Mørk, Reistad 13 | Marcatori | Grijseels 10 |

#### Finale
| Arbitro: | Lovin, Stancu |

|                       |           |            |
| Brattset Dale, Gros 6 | Marcatori | Hvenfelt 5 |

## Statistiche

### Classifica marcatrici
Fonte: sito EHF.
| Pos. | Nome               | Squadra             | Reti |
| ---- | ------------------ | ------------------- | ---- |
| 1    | Anna Vjachireva    | Vipers Kristiansand | 113  |
| 2    | Nora Mørk          | Odense/Team Esbjerg | 110  |
| 3    | Sarah Bouktit      | Metz                | 107  |
| 3    | Henny Reistad      | Team Esbjerg        | 107  |
| 5    | Cristina Neagu     | CSM Bucarest        | 103  |
| 6    | Valerija Maslova   | Brest Bretagne      | 101  |
| 7    | Markéta Jeřábková  | Ikast               | 100  |
| 7    | Kristina Jørgensen | Metz                | 100  |
| 7    | Katrin Klujber     | Ferencváros         | 100  |
| 10   | Chloé Valentini    | Metz                | 97   |